# Trichocyclus ungumi
Trichocyclus ungumi is een spinnensoort uit de familie trilspinnen (Pholcidae). De soort komt voor in West-Australië.